# Aleida Schot
Aleida Gerarda Schot (Amsterdam, 9 juli 1900 – aldaar, 8 juni 1969) was een Nederlands slaviste en literair vertaalster.

## Leven en werk
Na de HBS te hebben voltooid ging Aleida Schot Engels studeren aan de Universiteit van Amsterdam waar ze in 1923 haar kandidaats- en in 1930 haar doctoraalstudie voltooide. Doordat zij een verkeerde collegezaal binnenliep maakte ze kennis met professor Bruno Becker, hoogleraar in de Russische cultuurgeschiedenis. Met hulp van Becker ging ze Russisch studeren en Aleida Schot vertaalde haar eerste boek uit het Russisch in 1937. Ze betrok tijdens de Tweede Wereldoorlog een huurwoning op de Beethovenstraat in Amsterdam. Om in haar onderhoud te voorzien gaf ze bijles in Engels en handwerkles. 
Kort na de oorlog richtte Aleida Schot samen met Becker de studievereniging Beseda op. 
Na de Tweede Wereldoorlog raakte zij in conflict met Charles B. Timmer toen deze haar niet op wilde nemen in zijn team van vertalers van de Russische Bibliotheek. Ze bracht dit ter sprake in een gesprek met uitgever Geert van Oorschot waarbij ze wees op het feit dat Timmer tijdens de oorlog een dubieuze rol zou hebben gespeeld.
In 1950 kreeg Aleida Schot een aanstelling bij de Universiteit van Amsterdam. Ze werd de assistente van de professoren Nico Donkersloot en Garmt Stuiveling en gaf Nederlandse les aan Britse studenten die in Amsterdam kwamen studeren. In 1955 ontving ze samen met Bertus van Lier de eerste Martinus Nijhoff-prijs voor haar vertalingen van literaire werken uit het Russisch.  In 1956 werd ze wetenschappelijk medewerker eerste klasse en in 1963 hoofdwetenschappelijk medewerker. Toen de vrouw van Bruno Becker in 1962 overleed trok zij bij hem in. Becker overleed in 1968, Aleida Schot stierf een jaar later, een maand voor haar 69e verjaardag, onverwacht aan de gevolgen van een verwaarloosde griep. 
Karel van het Reve merkte in een in memoriam in Het Parool van 13 juni 1969 op dat er vóór de vertalingen van Aleida Schot eigenlijk geen volwaardige vertaling uit het Russisch in het Nederlands was geproduceerd. 
Aleida Schot heeft nooit Rusland bezocht. Ze vertaalde alleen werken van schrijvers van vóór de Russische Revolutie van 1917, de klassieke schrijvers, zoals Gogol, Poesjkin, Dostojevski en Tolstoj. 
In haar testament legde zij de basis voor de Aleida Schot-prijs, die tweejaarlijks wordt uitgereikt voor literaire vertalingen uit een van de Slavische talen in het Nederlands.